# Peter Laemmle
Peter Laemmle (* 1943; † 13. Januar 2006 in München) war ein deutscher Literaturkritiker und Essayist.

## Leben
Er arbeitete für Zeitungen, Radio und Fernsehen. 1973 gründete er in München gemeinsam mit Martin Gregor-Dellin, Jürgen Kolbe, Michael Krüger, Fritz Arnold, Inge Poppe-Wühr, Christoph Buggert, Günter Herburger, Tankred Dorst und Paul Wühr die erste genossenschaftlich organisierte Autorenbuchhandlung.
1989 übernahm er die Leitung der Kultursendung Nachtstudio im Hörfunkprogramm des Bayerischen Rundfunks. Unter seiner Ägide bekam sie einen literarischen Schwerpunkt.

## Publikationen (Auswahl)
- Goethe, Teil: 5., Unterhaltungen über Politik und Revolution, München: TR-Verl.-Union, 1979.
- Mit Jörg Drews: Wie die Grazer auszogen, die Literatur zu erobern: Texte, Porträts, Analysen und Dokumente junger österreicher Autoren, München: Edition Text u. Kritik, 1979. ISBN 3-423-05465-4
- Kritik als Beruf: drei Gespräche, ein kritisches Intermezzo und ein Porträt / Marcel Reich-Ranicki, Frankfurt am Main: Fischer-Taschenbuch-Verlag, 2002. ISBN 978-3-596-15577-4
- Realismus, welcher? : 16 Autoren auf der Suche nach einem literarischen Begriff, 1976. ISBN 3-921402-18-2